# Horní Počaply
Horní Počaply é uma comuna checa localizada na região da Boêmia Central, distrito de Mělník.